# Todo bičig
Todo bičig (ojratsky ᡐᡆᡑᡆᡋᡅᡔᡅᡎ, тод бичг – tod bičg, mongolsky тод бичиг ᠲᠣᠳᠣᠪᠢᠴᠢᠭ– tod bičig, burjatsky тодо бэшэг – todo bešeg, nebo jen todo), překladem jasné písmo, je abeceda vytvořená v roce 1648 ojratským buddhistickým mnichem Zajou Panditou pro ojratštinu. Vychází z mongolského písma, přičemž rozlišuje všechny zvuky mluveného jazyka a usnadňuje přepis sanskrtu a tibetštiny.

## Dějiny

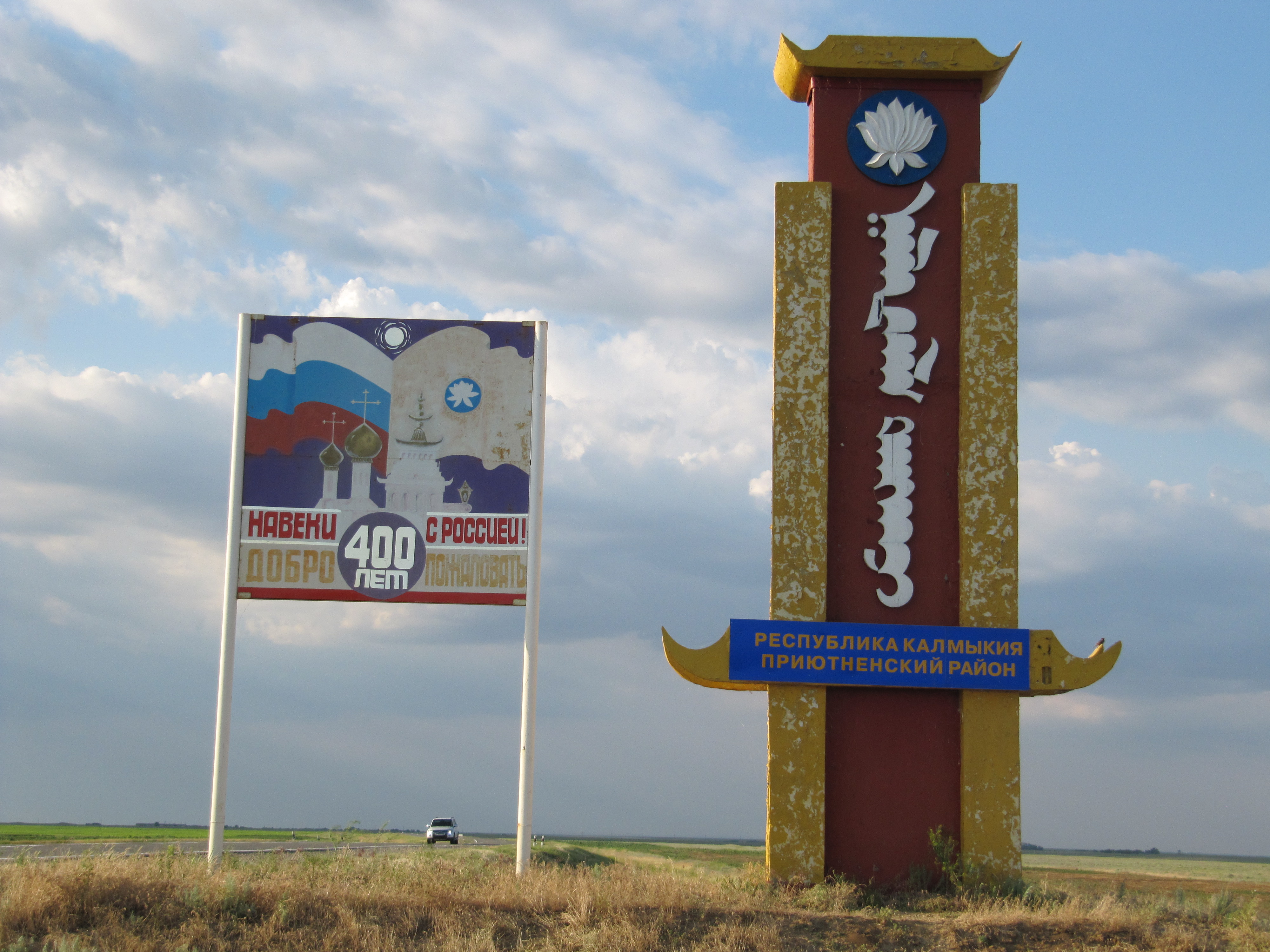
Hraniční značka s nápisem v todo bičigu (Prijutněnskij rajón, Kalmycko)

Todo bičig je mongolské písmo, jehož zřejmým nejbližším předchůdcem je svislé mongolské písmo, které bylo odvozeno ze staré ujgurské abecedy. Jejím pravzorem je aramejské písmo, což je souhláskové písmo, které postrádá symboly pro samohlásky, a todo bičig je první z jeho následníků, které vytvořilo úplný systém symbolů pro všechny samohlásky.

### Vznik
Jak bylo uvedeno výše todo bičig vznikl jako lepší způsob, jak zapisovat mongolštinu, konkrétně západní mongolské jazyky ojratštinu a kalmyčtinu. Jeho praktičnost spočívá ve skutečnosti, že byl vytvořen se záměrem odstranit nejasnosti, které by se mohly objevit při zápisu mluveného jazyka. Nejenže byly přiřazeny znaky všem samohláskám, ale význam všech existujících znaků byl vyjasněn. Všem „starým“ znakům, které byly převzaty z dříve používaného písma, byl přiřazen pevný význam, vycházející především z ujgurského předchůdce. K zaznamenání souhlásek a jejich délky, stejně jako k rozlišení znělých a neznělých souhlásek byly přidány nové znaky a diakritika. Byla zavedena i znaménka umožňující rozlišovat mezi ši a si, což není sice pro ojratštinu důležité, ale hodí se k přepisu cizích slov a jmen.

## Používání
Todo bičig byl používán Ojraty a sousedními Mongoly zejména koncem 17. a počátkem 18. století. K překladu buddhistických děl ho ve značném rozsahu používal jeho tvůrce a další, aby mohli lépe šířit buddhistické náboženství do západního Mongolska. Ačkoli bylo písmo vhodné k překladům z cizích jazyků, obzvláště tibetštiny, bylo také používáno neformálně, jak dokazují některé dopisy z konce 17. století.
Písmo používali Kalmyci v Rusku, dokud nebylo v roce 1924 nahrazeno cyrilicí. V Sin-ťiangu ho Ojraté používají dodnes, přestože v Číně se mongolské vzdělání poskytuje v čacharském dialektu.

## Zápis
Písmo se zapisuje svisle stejně jako svislé mongolské písmo, z něhož je odvozeno. Písmena a diakritika jsou psány podél centrální osy. Části písmen vpravo od osy jsou obecně šikmé nahoru a části vlevo od osy jsou obecně skloněny dolů. Jediné znaky, které se neřídí těmito pravidly jsou vodorovné znaky pro S a Š a částečeně Ö. Slova jsou oddělena mezerou a stejně tak různá písmena. Ačkoli většina písmen má jen jeden tvar, některá jich mají více podle polohy ve slově, tedy v závislosti na tom, zda leží na začátku, uprostřed, nebo na konci slova.
Stejně jako v jiných příbuzných písmech je v todo bičigu definováno abecední pořadí písmen, ale jejich pořadí se od původního mongolského písma liší a stejně tak i od pořadí aramejské abecedy.

## Tabulky
| todo bičig | cyrilice | latinka | unicode |
| ---------- | -------- | ------- | ------- |
| ᠠ          | A        | A       | 1820    |
| ᡄ          | Э        | E       | 1844    |
| ᡅ          | И        | I       | 1845    |
| ᡆ          | О        | O       | 1846    |
| ᡇ          | У        | U       | 1847    |
| ᡈ          | Ө        | Ö       | 1848    |
| ᡉ          | Ү        | Ü       | 1849    |

| todo bičig | cyrilice | latinka | unicode |
| ---------- | -------- | ------- | ------- |
| ᡋ          | Б        | B       | 184B    |
| ᡌ          | П        | P       | 184C    |
| ᡏ          | М        | M       | 184F    |
| ᠯ          | Л        | L       | 182F    |
| ᠰ          | С        | S       | 1830    |
| ᠱ          | Ш        | Š       | 1831    |
| ᠨ          | Н        | N       | 1828    |
| ᡍ          | Х        | Ch      | 184D    |
| ᡎ          | Һ        | Q       | 184E    |
| ᡐ          | Т        | T       | 1850    |
| ᡑ          | Д        | D       | 1851    |
| ᡔ          | Ц        | C       | 1854    |
| ᡒ          | Ч        | Č       | 1852    |
| ᡓ          | З        | Z       | 1853    |
| ᡕ          | Й        | J       | 1855    |
| ᠷ          | Р        | R       | 1836    |
| ᡖ          | В        | V       | 1856    |

| todo bičig | cyrilice | latinka | unicode |
| ---------- | -------- | ------- | ------- |
| ᡙ          | Г        | G       | 1859    |
| ᡘ          | К        | K       | 1858    |
| ᡗ          | Қ        | Kh      | 1857    |
| ᡚ          | Җ        | Dž      | 185A    |
| ᡛ          |          | Ň       | 185B    |
| ᡜ          |          | Dz      | 185C    |
| ᢘ          |          | ?       | 1898    |
| ᢙ          |          | Zh      | 1899    |
| ᡊ          | Ң        | Ng      | 184A    |